# Château d'Aulan
Le château d'Aulan, est un château fort construit au XIIe siècle à l'emplacement d'un oppidum dominant la vallée du Toulourenc, dans la Drôme, en France. Il a été plusieurs fois remanié.

## Propriétaires successifs

### Avant la Révolution
La terre, qui était du fief des barons de Mévouillon fut acquise d'eux le 13 mai 1240 par la vente que fit Raymond IV de Mévouillon à Hugues du Puy-Montbrun. La terre passe aux Montbrun, puis aux Baux, qui la donnèrent en 1293 au Dauphin de Viennois, qui l'érige en 1313 en fief au profit de Rican de l’Espine, chevalier et pair du Dauphiné. La famille l'Espine s'éteint en 1640 chez les Suarez, derniers seigneurs d'Aulan à la suite du mariage en 1635 d’Isabeau de l’Espine avec François-Marie de Suarez,
Au fil des siècle, le château subit des modifications et devint moins défensif. À la Révolution, le château est détruit, pillé et ruiné. 

### Après la Révolution
En 1796, Marie-Suzanne-Joséphine-Régis Suarez d'Aulan, dernière de sa famille,  épouse Jean-Joseph-Valléry Harouard, le château passe par héritage dans la famille Harouard de Suarez d'Aulan.
Le château est ruiné et pillé lors de la Première Guerre mondiale.[réf. souhaitée]
À partir de 1933, Charles Harouard de Suarez d'Aulan (1910-2004) le restaure sur la demande de son cousin Jean Harouard de Suarez d'Aulan (1900-1944).

## Architecture

### Extérieur
Le château d'Aulan constituait un point fort du dispositif stratégique des seigneurs de Mévouillon, on pouvait d'ailleurs communiquer par signaux optiques avec le château de Mévouillon perché à plus de 1 000 mètres d'altitude sur le rocher éponyme (fort détruit sur ordre de Louis XIV en 1684). L'acte de vente décrit un édifice avec tours, tourelles, cours et basse-cours[réf. nécessaire]
Les façades et toitures sont inscrites à l'inventaire des monuments historiques le 9 mai 1950.

Vues du château d'Aulan
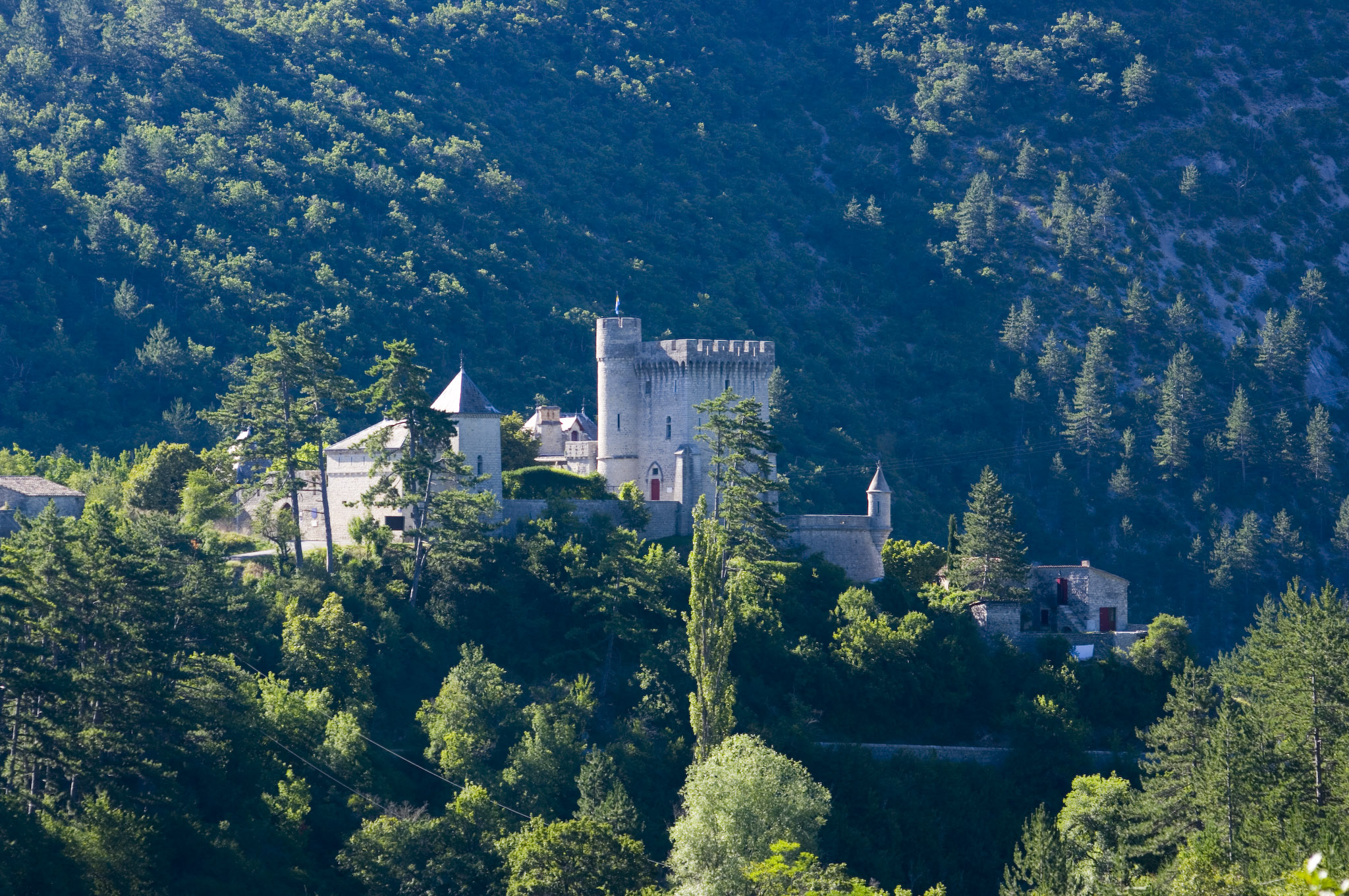
Vue ouest.
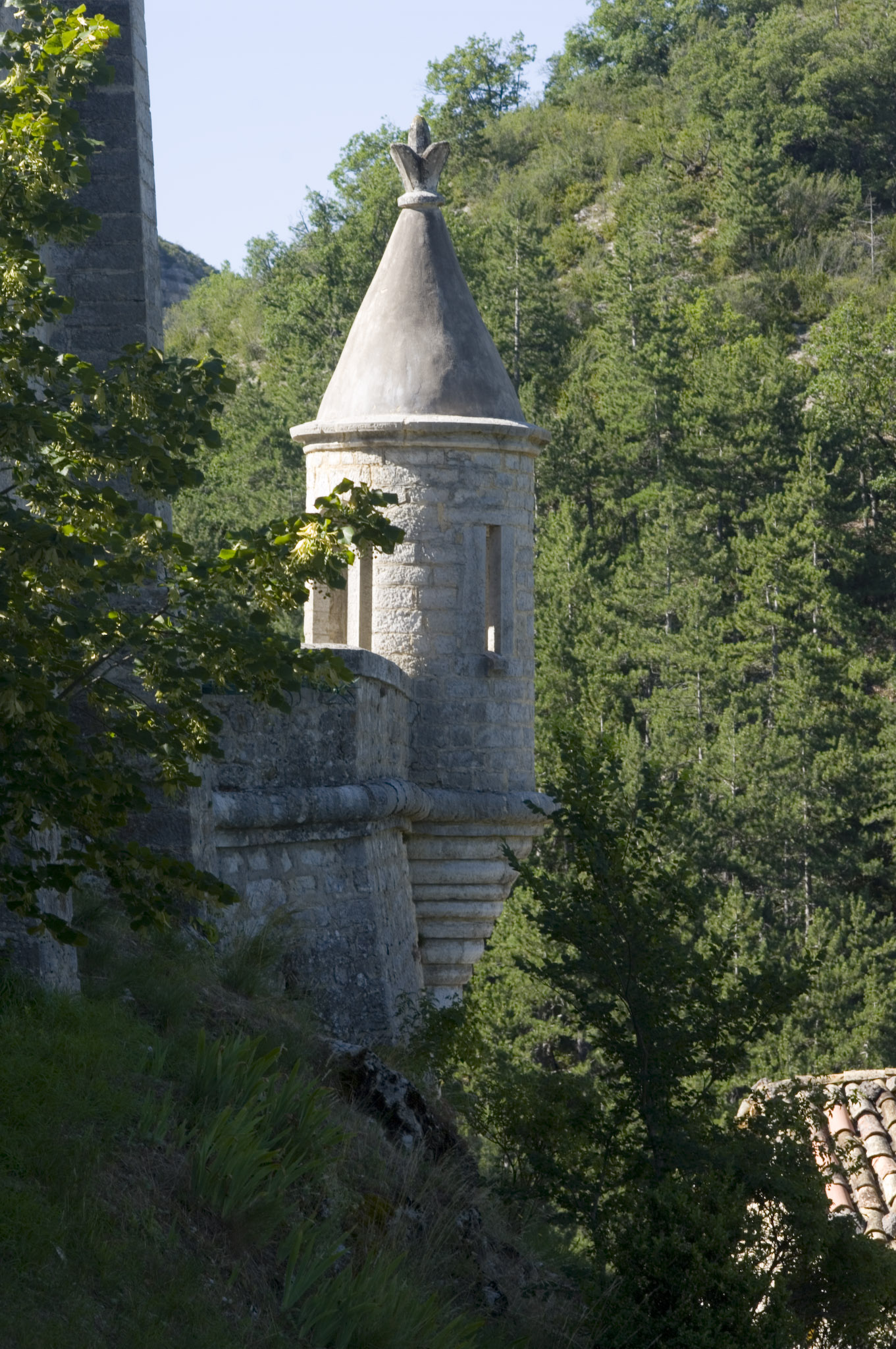
Une des échauguettes.
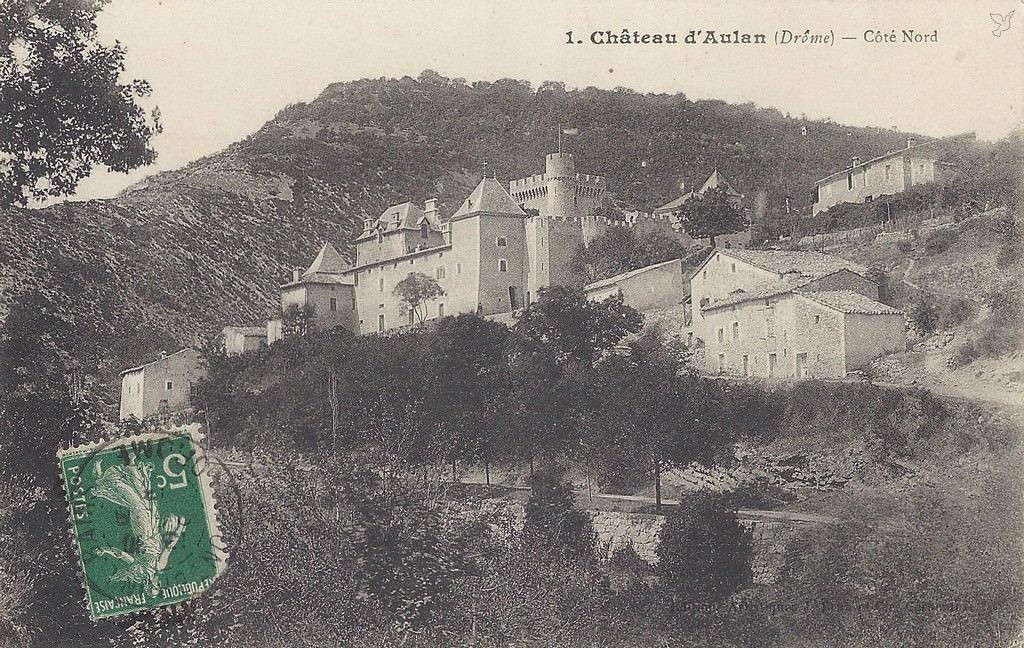
Côté nord.

### Intérieur
Le château abrite plusieurs objets d'art dont une vierge de pitié en bois datée XVe siècle ou XVIe siècle, vraisemblablement d'origine catalane. Elle a été acquise par le grand-père du propriétaire actuel en février 1933 au sud de Perpignan chez un brocanteur, et inscrite à l'inventaire des monuments historiques en tant qu'objet, le 13 février 2009.

## Littérature
Jean Giono, familier du lieu, y situe l'une de ses nouvelles où l'on trouve une description du château à cette époque : « Promenade de la Mort » dans le recueil L'Eau Vive publié en 1943.
René Char, qui y avait été conduit à l'occasion de ses activités dans la Résistance, évoque également le château d'Aulan dans l'un des poèmes de son « Théâtre saisonnier », Trois coups sous les arbres, sous le titre de « Sur les hauteurs » (1947). De cet ouvrage devait être tiré le scénario d'un film, tourné sur place en 1949 sous le même titre, avec le concours d'Yvonne Zervos. Un poème énigmatique de l'auteur de Fureur et Mystère, « Cur secessisti? », évoquant la Résistance sur les hauteurs de la Drôme, trouve son titre à partir de l'inscription épigraphique d'une pierre tombale gallo-romaine exhumée par un labour et conservée, scellée, dans la cour du château.

Vues du château d'Aulan
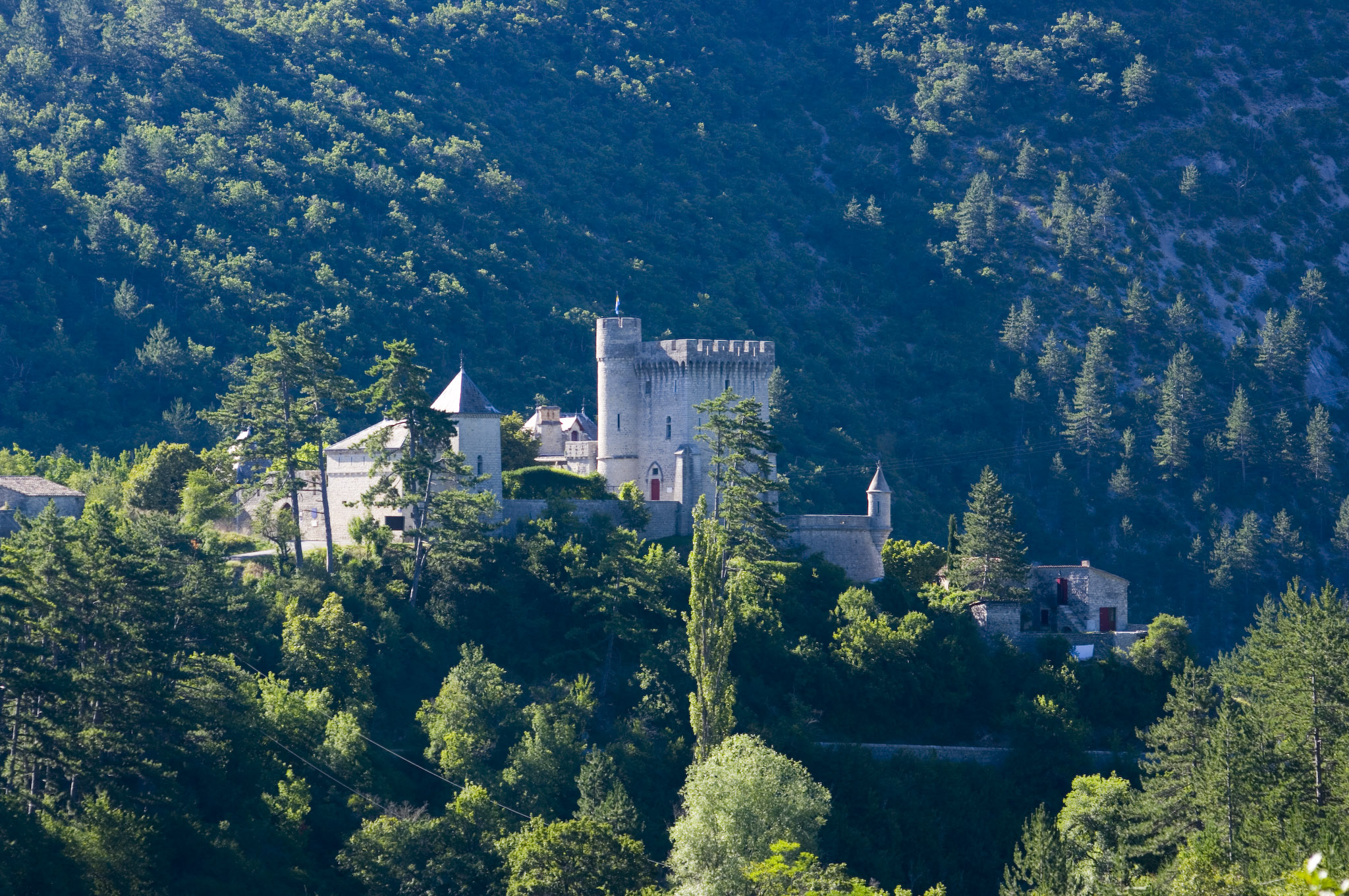
Vue ouest.
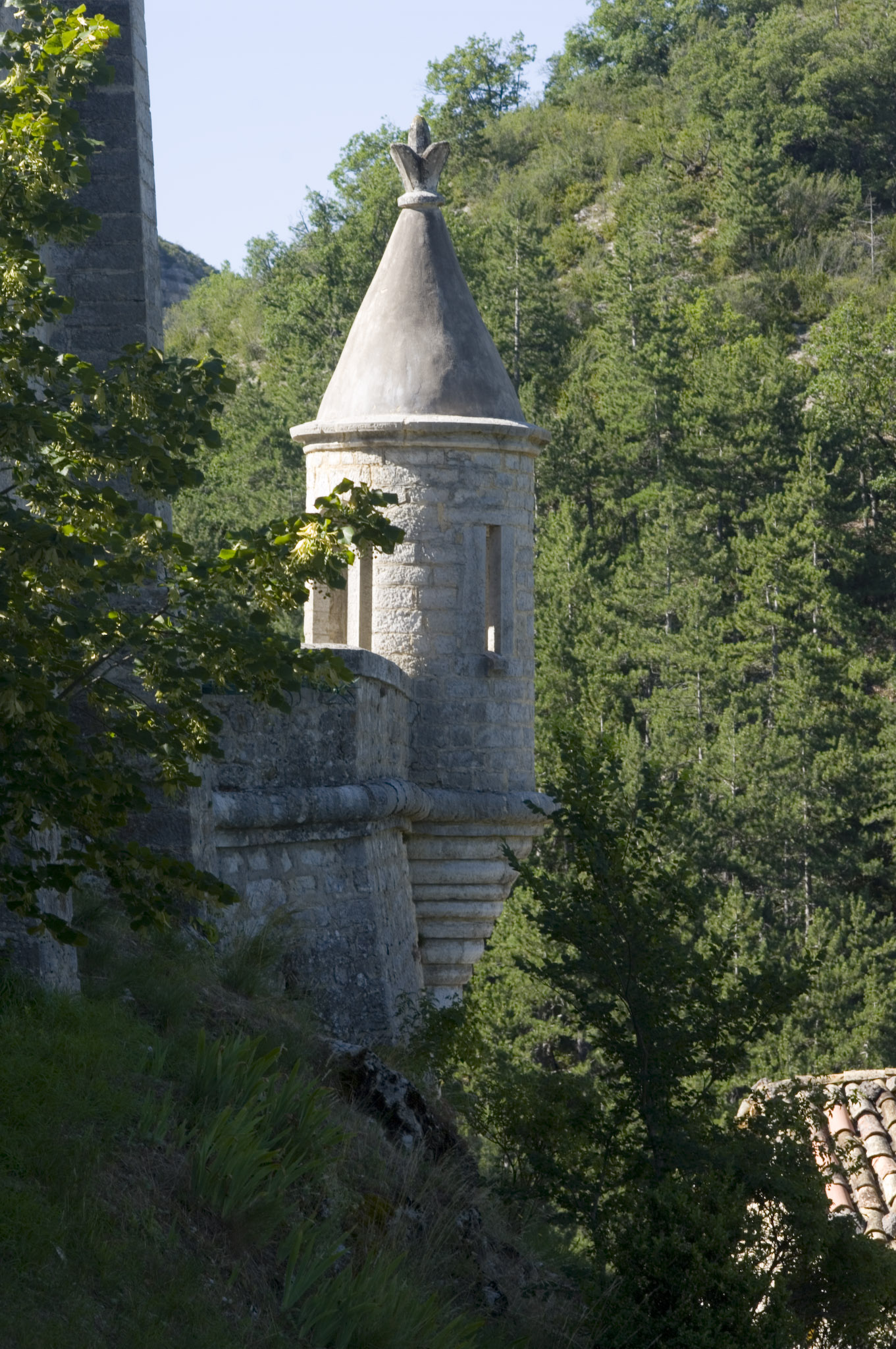
Une des échauguettes.
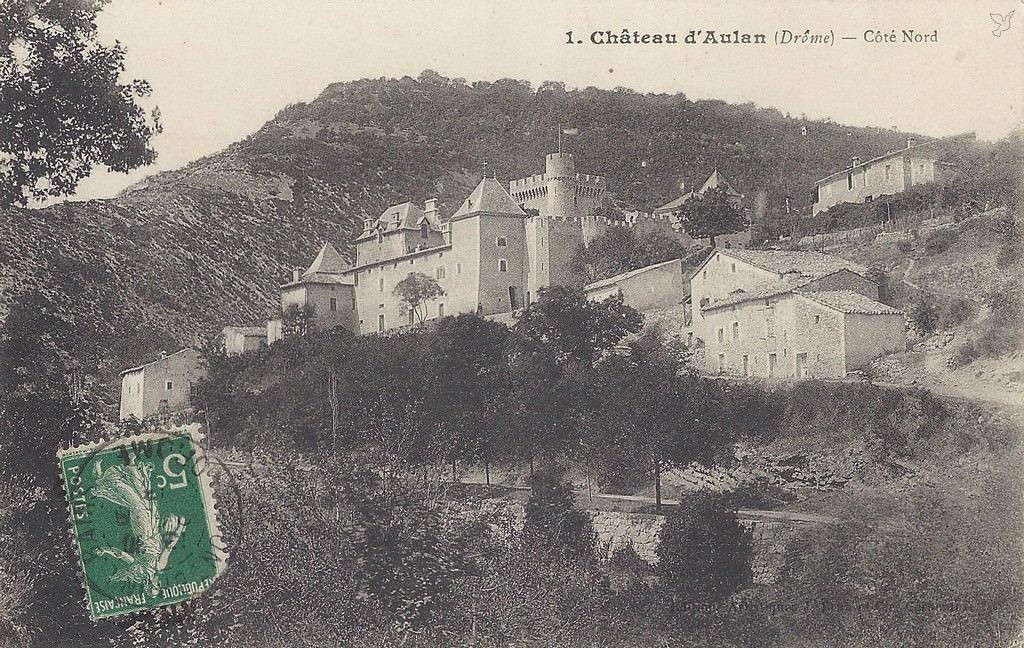
Côté nord.